# インフルエンザウイルスA(H1N1)pdm09
インフルエンザウイルスA(H1N1)pdm09（英: Pandemic H1N1/09 virus）は、H1N1亜型に属するA型インフルエンザウイルスの1つ。2009年のインフルエンザ・パンデミックを引き起こした。発見当時は新型インフルエンザと呼ばれていたが、現在は季節性インフルエンザの1種とみなされている。
メキシコのベラクルスで発生した原因不明の呼吸器感染症集団発生が2009年4月12日にWHOに報告され、同年4月15日と4月17日にアメリカ・カリフォルニア州南部でウイルスが分離された。その後の感染拡大については2009年新型インフルエンザの世界的流行を参照。
ブタ由来とされることから欧米の報道などではswine flu（豚インフルエンザ）とも呼ばれる。WHOは2011年10月18日、それまでのH1N1亜型の季節性インフルエンザ(Aソ連型)などと区別するため、このウイルスをA(H1N1)pdm09と命名した。